# قانون طيران
القانون الجوي أو قانون الطيران (بالإنجليزية: Air Law - Aviation law)‏: هو مجموعة القواعد القانونية التي تحكم النشاط الإنساني فيما يخص الملاحة الجوية، واستخدام الطائرات، والفضاء الجوي. وهو يبحث في جميع صور الاستغلال الجوي من استخدام الصواريخ والمركبات الفضائية والاتصالات السلكية واللاسلكية والرادار. وكذلك استخدام الطائرات، وجميع الوسائل المتعلقة بالملاحة الجوية، من مطارات، وتجهيزات فنية، وأشخاص يعملون في مجال الملاحة الجوية، بالإضافة إلى البحث بالعقود المتعلقة بالملاحة الجوية من نقل وإيجار وتأمين وغيرها.

## خصائص القانون الجوي
- حديث النشأة
- ذو طبيعة دولية
- قواعده الزامية